# Volsker
Die Volsker (lat.: Volsci) waren ein zur oskisch-umbrischen Sprachgruppe gehörender italischer Volksstamm.
Ursprünglich wahrscheinlich aus Volsinii in Etrurien stammend, wanderten die Volsker nach Latium aus, wo sie in den Volskerbergen (heute Monti Lepini) und im Lirital siedelten.
Seit dem 6. Jahrhundert v. Chr. führten sie immer wieder Krieg gegen Rom, meist zusammen mit den benachbarten Aequern. Im 5. Jahrhundert v. Chr. erscheint der Bergzug des Algidus mehrfach als Sammelpunkt der Verbündeten. Den Römern gelang es endgültig erst in den Jahren 338–329 v. Chr., die Volsker zu unterwerfen. Sie gestanden ihnen den Status von Bundesgenossen zu und gaben ihnen das latinische Bürgerrecht.

## Sprache
Von der Sprache der Volsker sind nur wenige kürzere Inschriften bekannt:
- eine Besitzerinschrift aus der ersten Hälfte des 5. Jahrhunderts v. Chr.
- eine Bronzetafel mit einer religiösen Vorschrift aus dem 3. Jahrhundert v. Chr., die möglicherweise aus Velitrae (Velletri) stammt
- eine Bronzetafel mit einer Weihinschrift aus Antinum im Liristal

Diese wenigen Zeugnisse zeigen innerhalb des Oskisch-Umbrischen eine enge Verwandtschaft mit dem Umbrischen; dafür sprechen insbesondere
- die Stellung des Vatersvornamens zwischen dem eigenen Vornamen und dem Gentilnamen: Ma. Ca. Tafanies "Maraeus Tafanius, der Sohn des Gaius" (im Oskischen ist der Vatersvorname nachgestellt)
- die Monophthongierung der Diphthonge, vgl. deve „der Göttin“ (Dativ Singular von uritalisch *deivai)